# Équitation aux Jeux olympiques de la jeunesse de 2018
Navigation
Édition précédente Édition suivante
Les épreuves de équitation aux Jeux olympiques de la jeunesse de 2018 ont lieu au Club Hípico Argentino de Buenos Aires, en Argentine, du 8 au 13 octobre 2018.

## Compétition
Chaque Comité National Olympique peut inscrire un maximum de 1 athlète. Les athlètes se qualifieront dans l'une des six zones (Europe, Amérique du Nord, Amérique du Sud, Asie, Australasie et Afrique) contenant cinq athlètes. L'épreuve par équipe rassemblera les cavaliers appartenant à la même zone.
En tant qu'hôte, l'Argentine se voit automatiquement attribuer un coureur et jusqu'à six places sont disponibles pour la Commission tripartite, bien que toutes n'aient pas été utilisées. Les places restantes seront attribuées à partir d'épreuves de qualification ou du classement 2017 du Défi mondial de saut d'obstacles FEI (catégorie A). Si une zone n'a pas suffisamment d'athlètes, le poste sera occupé par des athlètes d'une autre zone.
Les cavaliers ne connaissent pas leur monture. Les chevaux sont attribués aux concurrents par un tirage au sort organisé après l’inspection du cheval. La combinaison athlète / cheval tirée restera la même pour les épreuves individuelles et par équipes.
La compétition commence par l'épreuve par équipe suivie par l'épreuve individuelle.

## Podiums
| Event                        | Or | Argent                                                                                      | Bronze                                                                                                  |
| ---------------------------- | --- | ------------------------------------------------------------------------------------------- | --- |
| Saut d'obstacles individuel  | Giacomo Casadei sur Darna Z                                                                                         | Omar Al Marzooqi sur La Corina Lala                                                         | Pedro Espinosa sur Llavaneras Genquina                                                                  |
| Saut d'obstacles par équipes | Amérique du Nord Nicole Meyer Robredo Mateo Philippe Coles Marissa del Pilar Thompson Pedro Espinosa Mattie Hatcher | Europe Jack Whitaker Giacomo Casadei Vince Jarmy Rowen van de Mheen Simon Jan G Morssinkhof | Afrique Ahmed Nasser Elnaggar Brianagh Lindsay Clark Anna Bunty Howard Hannah Ivy Carton Margaux Koenig |